# Jan Balcar
Jan Balcar (27. března 1832, Horní Radechová – 25. listopadu 1888, Bystré) byl český lidový náboženský myslitel, zakladatel Svobodné evangelické církve české.

## Život
Občanským povoláním byl tkadlec. Samostudiem nabyl hluboké náboženské vzdělání, roku 1855 vystoupil z římskokatolické církve a připojil se k evangelické církvi reformované. Protože byl nespokojen s nedbalou kázní v této církvi, založil vlastní Svobodnou evangelickou církev českou (na niž dnes navazuje Církev bratrská). Udržoval čilé kontakty s protestanty v západní Evropě, určitý čas pracoval jako kolportér Biblické společnosti skotské.